# Ptychostomella lepidota
Ptychostomella lepidota är en djurart som tillhör fylumet bukhårsdjur, och som beskrevs av Clausen 2000. Ptychostomella lepidota ingår i släktet Ptychostomella och familjen Thaumastodermatidae.
Artens utbredningsområde är Norra Ishavet. Inga underarter finns listade i Catalogue of Life.